# Brzeźno
Brzeźno (phát âm tiếng Ba Lan: [ˡbʐɛʑnɔ]; tiếng Đức: Brösen / b̥ʁøzn /) là một trong những khu phố của thành phố Gdańsk, Ba Lan với bãi biển cát và bến tàu dài 130 m.

## Vị trí
Phía bắc của khu phố được bao bọc bởi Vịnh Gdask. Từ phía đông, giáp với vùng ngoại ô của cảng Nowy và Letnica, từ phía nam của Wrzeszcz Dolny và từ phía tây của Zaspa-Rozstaje và Przymorze Wielkie.
Công viên Ronald Reagan ở gần đó.

## Từ nguyên
Có rất nhiều suy đoán xung quanh cái tên "Brzeźno". Theo một người, từ "Brzeźno" là tên của một cái hồ, với hậu tố sở hữu -no, được thêm vào sau brzoza (bạch dương). Do đó, tên của hồ bắt nguồn từ những cây bạch dương bao quanh vùng biển của nó. Hồ nằm ở khu định cư có tên Prusęcino (xuất phát từ người Phổ sống ở đó). Người ta tin rằng Prusęcino đã đổi tên thành Bresno (ghi chú lần đầu tiên vào năm 1323). Do ý nghĩa kép của tên Bresno, tên của hồ được đổi thành Zaspa. Giả thuyết khác cho việc đặt tên của khu định cư bắt nguồn từ chữ brzeg (tiếng Ba Lan: bờ biển), liên quan đến vị trí ven biển của Brzeźno.

## Du lịch
Điểm thu hút khách du lịch:
- Cầu tàu Brzeźno
- Pháo đài từ thế kỷ XIX và thế kỷ XX
- Bãi biển bảo vệ
- Tuyến đường xe đạp đến Sopot
- Công viên Brzeźno
- Hai cây abele - di tích tự nhiên, nằm cạnh ngã tư đường Południowa và Pułaska.[3]

## Hình ảnh

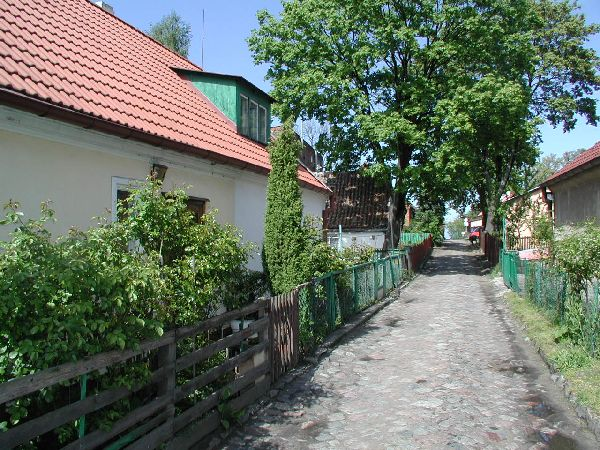
Làng chài cũ Brzeźno Phố Miła
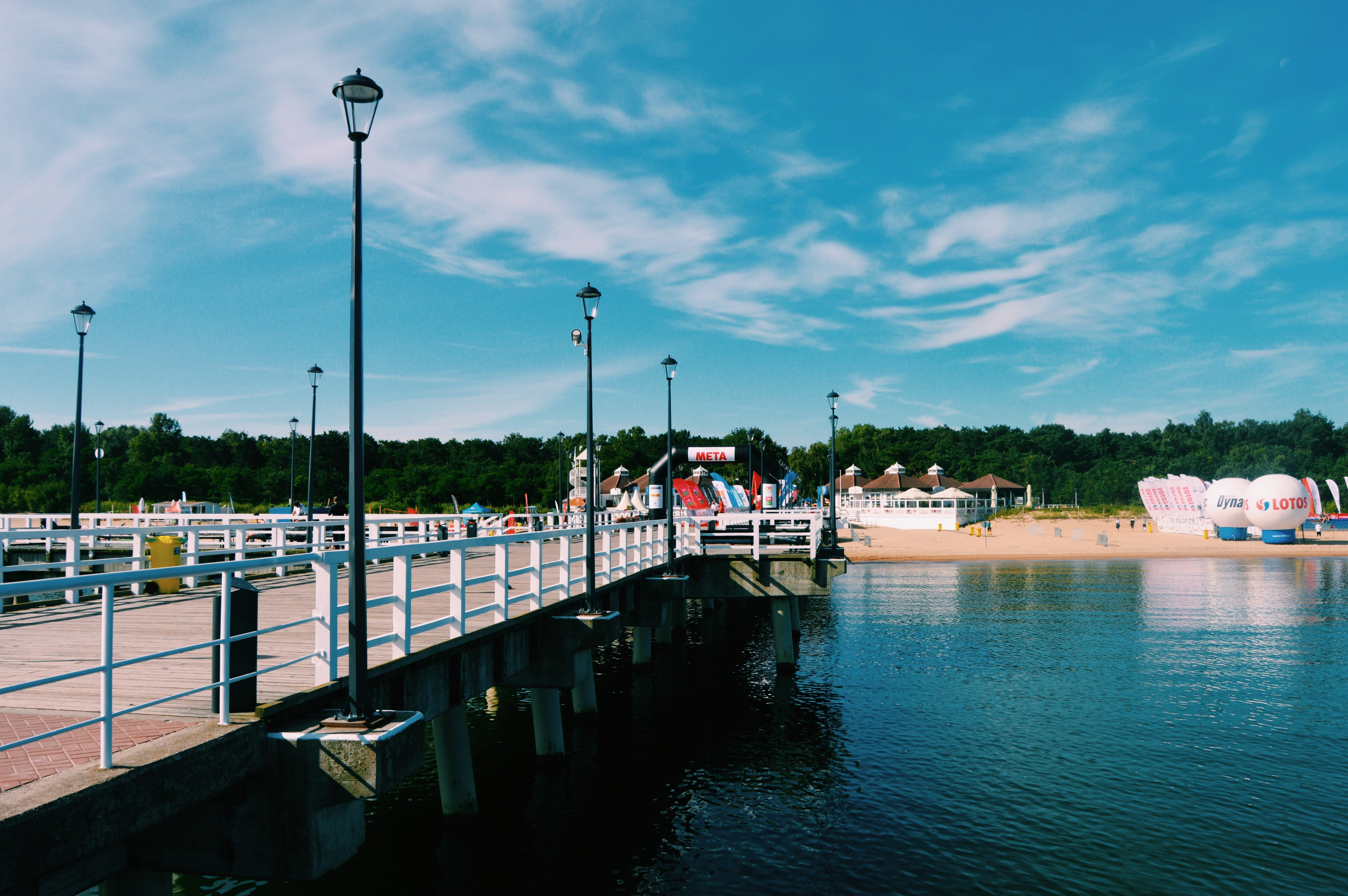
Cầu tàu Brzeźno.
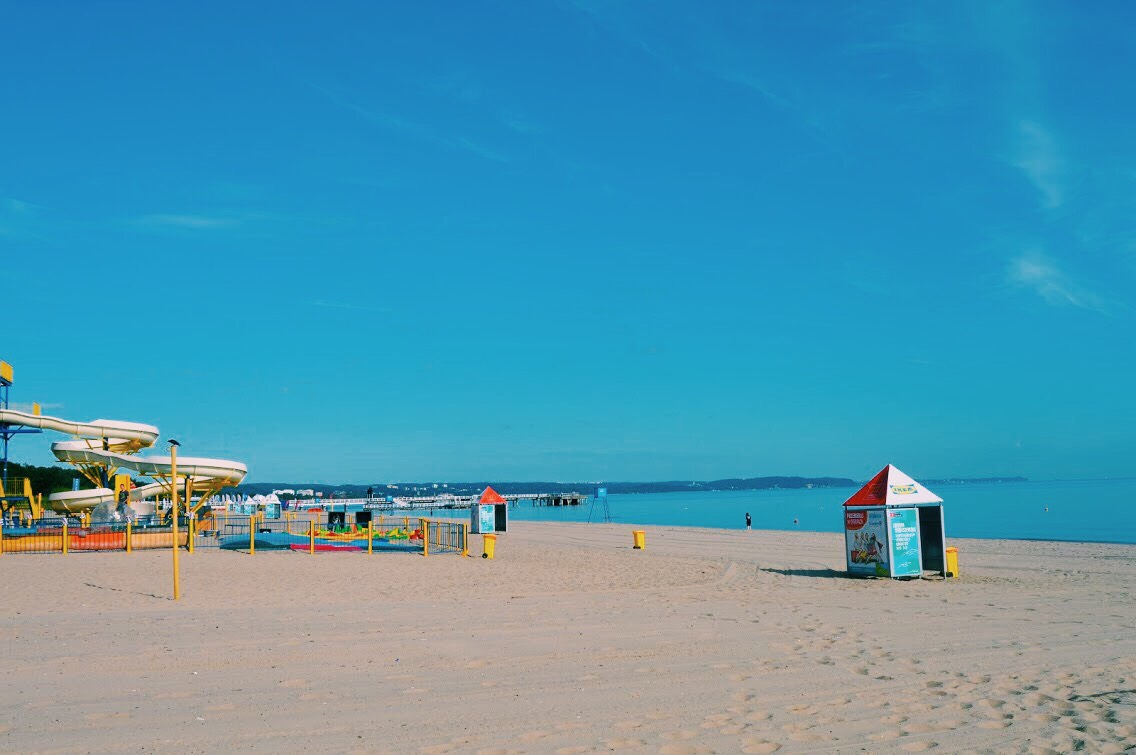
Bãi biển ở Brzeźno.